# Unione dei Democratici per la Repubblica
L'Unione dei Democratici per la Repubblica (in francese Union des démocrates pour la République, UDR), fondata con il nome di Unione dei Democratici per la Quinta Repubblica (Union des démocrates pour la Cinquième République) è stato un partito politico francese, attivo dal 1967 al 1976.
Il partito, fondato da Charles de Gaulle, si presenta come mutamento dell'Unione per la Difesa della Repubblica, a sua volta risultato dall'evoluzione del precedente Unione per la Nuova Repubblica, al quale si era unito l'Unione Democratica del Lavoro.
Il soggetto, nel 1976, su iniziativa di Jacques Chirac è divenuto Raggruppamento per la Repubblica, confluito nel 2002 nell'Unione per un Movimento Popolare.
Il partito fu al governo del Paese ininterrottamente dal 1968 al 1976.

## Struttura

### Segretari generali
- 1968–1971: Robert Poujade
- 1971–1972: René Tomasini
- 1972–1973: Alain Peyrefitte
- 1973–1974: Alexandre Sanguinetti
- 1974–1975: Jacques Chirac
- 1975–1976: André Bord
- 1976: Yves Guéna

### Presidenti dei gruppi parlamentari

#### Assemblea nazionale
- 1969–1973: Marc Jacquet
- 1973: Roger Frey
- 1973–1976: Claude Labbé

#### Senato
- 1968–1971: Jacques Soufflet
- 1971–1976: Pierre Carous

## Nelle istituzioni

### Presidente della Repubblica
- 1969–1974: Georges Pompidou (eletto nel 1969)

### Primi ministri
- 1968–1969: Maurice Couve de Murville
- 1969–1972: Jacques Chaban-Delmas
- 1972–1974: Pierre Messmer
- 1974–1976: Jacques Chirac

### Presidenti dell'Assemblea nazionale
- 1968–1969: Jacques Chaban-Delmas
- 1969–1973: Achille Peretti
- 1973–1976: Edgar Faure

### Deputati all'Assemblea nazionale
- 1968–1973: 293 membri di cui 23 apparentati (su 485)
- 1973–1976: 183 membri di cui 21 apparentati (su 488)